# Марко Террацціно
Марко Террацціно (нім. Marco Terrazzino, нар. 15 квітня 1991, Мангайм) — німецький футболіст, півзахисник та нападник.
Виступав, зокрема, за клуби «Гоффенгайм 1899» та «Бохум», а також молодіжну збірну Німеччини.

## Клубна кар'єра
Народився 15 квітня 1991 року в місті Мангайм. Вихованець юнацьких команд футбольних клубів «Некарау» та «Гоффенгайм 1899».
У дорослому футболі дебютував 2008 року виступами за команду клубу «Гоффенгайм 1899», в якій провів два сезони, взявши участь у 19 матчах чемпіонату. Також грав за команду дублерів.
У 2011 році уклав контракт з клубом «Карлсруе СК», у складі якого провів наступний рік своєї кар'єри гравця. Більшість часу, проведеного у складі «Карлсруе», був основним гравцем команди.
З 2012 року два сезони захищав кольори команди клубу «Фрайбург». 
До складу клубу «Бохум» приєднався 2014 року. Відтоді відіграв за бохумський клуб 35 матчів в національному чемпіонаті.
З сезону 2017/18 грає за команду «Фрайбург».

## Виступи за збірні
У 2009 році дебютував у складі юнацької збірної Німеччини, взяв участь у 9 іграх на юнацькому рівні, відзначившись 3 забитими голами.
Протягом 2010–2011 років залучався до складу молодіжної збірної Німеччини. На молодіжному рівні зіграв у 6 офіційних матчах, забив 1 гол.